# 笠陽一郎
笠 陽一郎（りゅう よういちろう、1947年5月4日 - ）は、日本の精神科医。愛光学園卒（8期）→神戸大学医学部卒業。

## 経歴
8年間の医局および精神科病院勤務（松山精神病院、堀江病院など）を経て1980年5月より、味酒心療内科（精神科内科有床診療所）開業。診療所近隣の精神障害者患者会運動「「精神病」者グループごかい(松山精神障害者互助会)」やその交流団体に医師として深くかかわる。
2003年、精神科医としての過ちの検証を目的としたウェブサイト「毒舌セカンドオピニオン」を開設。その後、2005年、患者・家族との協働によるウェブサイト「精神科セカンドオピニオン掲示板」で、患者への情報提供ボランティアを開始。誤診とみられる診断や抗精神病薬などの医薬品の不適切な処方の指摘と対案の提供を行う。

## 主な活動
- 精神障害者患者会活動への支援を行った
  - 「『わしらの街じゃあ!―「精神病」者が立ちあがりはじめた』、精神病者グループごかい著、社会評論社、ISBN 9784784501243」に参加した。
  - 「『天上天下「病」者反撃』、「病」者の本出版委員会著、社会評論社、ISBN 978-4784501397」の連絡係として編集に参加した。
- 精神科薬物治療における多剤療法の解消に務めた
  - 「誤診の10のパターン」と称して、精神医学領域で誤診につながりやすいパターンを十箇条に簡潔にまとめて公開した。
  - 家族・患者向けに出版された薬の解説書には省略されがちな抗精神病薬のクロルプロマジン換算の解説とその計算法、上限値を公開した。
  - 日本の精神医療現場にて常識の上限値（800mg程度）をはるかに超えた抗精神病薬の投薬が横行していることをウェブサイト等で告発した。
- ボランティアとして、精神科セカンドオピニオン活動を続けている[1]。
- 5年間の闘病を経て、2015年より、おおぞら病院→しいのき心療内科（松山市）にて診療に復帰していたが、2022年10月14日を以て、引退となった。
- 子どもへの精神薬処方や、高齢者への認知症薬をはじめとした大量処方の減薬、断薬に取り組んでいる。
- うつ病や統合失調症のほとんどが誤診だと主張し、抗精神病薬、抗うつ剤、ベンゾジアゼピン薬の減、断薬を進めている。

## 主張
- 精神薬（抗精神病薬、抗うつ薬、抗不安薬）は極力使わない。使っても、最少最短にして切り上げ、漢方処方のみにすべし。（薬物依存を作らない）
- ほとんどの疾患の本質は、薬剤性精神病、薬剤性気分障害、薬剤性不安定性、薬剤性認知症である。化学的拘束に断固反対しよう。
- あらゆる学会に入らず、薬剤会社の勉強会にも参加しない。旧来型の間違った精神医療（統合失調症原理主義）に洗脳されてはならぬ。
- 往診依頼、入院依頼は、一切断ってはならない。24時間365日対応が、医師たるものの基本姿勢である。
- 就労＝社会復帰に非ず。何らかのハンディを持つうえに、服薬という重い負荷をかけられ、何故に働かなければならない？
- 精神病院は存在悪。精神科有床診療所のネットワークにより、精神病院を解体すべし。
- 指定医、指導医、専門医、認定医、産業医、医学博士…など、すべては張り子の虎。何の当てにもならない。
- 「上医は国を医し、中医は人を医し、下医は病を医す」「最下医は症状と検査値のみを追いかける」
- 自らを省みて、自己批判して思う。それ相応の覚悟も志も無ければ、精神科医になるべからず。甘っちょろい医者フゼイに、人の人生に正対する能力はない。
- 「精神病」者グループごかい（1980.9～2016.4）の主張：
  1. 働かない権利
  2. 消費税反対
  3. 伊方原発廃炉
  4. 軍事費は弱者にまわせ
  5. やぁまい（病）ペース （よもだで生きる）

## 著作
- 笠陽一郎; 誤診・誤処方を受けた患者とその家族たち『精神科セカンドオピニオン－正しい診断と処方を求めて』シーニュ、2008年。ISBN 978-4990301415。
- 『精神科セカンドオピニオン２－発達障害への気づきが診断と治療を変える』「適正診断・治療を追求する有志たち」との共編著。シーニュ、2010年。ISBN 978-4-9903014-2-2